# Marquess of Ailesbury

Wappen des Marquess of Ailesbury

Marquess of Ailesbury, in the County of Buckingham, ist ein erblicher britischer Adelstitel in der Peerage of the United Kingdom.
Der Titelname bezieht sich auf den Ort Aylesbury in Buckinghamshire.

## Verleihung
Der Titel wurde am 17. Juli 1821 für Charles Brudenell-Bruce, 2. Earl of Ailesbury geschaffen.

## Vorgeschichte
Am 18. März 1664 wurden dem Ur-urgroßvater des 1. Marquess, Robert Bruce, 2. Earl of Elgin in der Peerage of Scotland die Titel Earl of Ailesbury, in the County of Buckingham, Viscount Bruce, of Ampthill in the County of Bedford und Baron Bruce, of Skelton in the County of York, verliehen, alle als Titel in der Peerage of England. Für seinen Sohn Charles Bruce, 3. Earl of Ailesbury wurde am 17. April 1746 der Titel Baron Bruce, of Tottenham in the County of Wilts, in der Peerage of Great Britain geschaffen, mit dem besonderen Vermerk, dass dieser Titel auch an seinen Neffen, Thomas Brudenell, den jüngsten Sohn seiner Schwester Elisabeth Bruce und ihres Gatten George Brudenell, 3. Earl of Cardigan, vererbbar sei. Beim Tod des 3. Earl of Ailesbury 1747, erloschen die englischen Titel, während sein Neffe Thomas Brudenell, der Vater des späteren 1. Marquess, die Baronie Bruce erbte. Die schottischen Titel fielen an seinen Verwandten Charles Bruce, 5. Earl of Elgin.
Thomas Brudenell, 2. Baron Bruce nahm mit königlicher Erlaubnis von 1767 den Namen Bruce in seinen Nachnamen auf. Am 10. Juni 1776 wurde er in zweiter Verleihung zum Earl of Ailesbury, in the County of Buckingham, in der Peerage of Great Britain erhoben.

## Nachgeordnete Titel
Von seinem Vater hatte der 1. Marquess somit 1814 die Titel Earl of Ailesbury (1776) und Baron Bruce (1746) geerbt. Gleichzeitig mit der Marquesswürde wurden ihm 1821 die nachgeordneten Titel Earl Bruce, of Whorlton in the County of York und Viscount Savernake, of Savernake Forest in the County of Wilts in Peerage of the United Kingdom verliehen.
1868 erbte der 2. Marquess von seinem verstorbenen Verwandten James Brudenell, 7. Earl of Cardigan die Titel Earl of Cardigan (1661), Baron Brudenell, of Stonton in the County of Leicester (1628), sowie die Baronetwürde of Deene in the County of Northampton. All diese Titel gehören zur Peerage bzw. Baronetage of England.

## Höflichkeitstitel des Titelerben
Von 1776 bis 1821 führte der älteste Sohn und Titelerbe (Heir Apparent) des Earl of Ailesbury den Höflichkeitstitel Lord Bruce. 1821 bis 1868 führte der Heir Apparent des Marquess of Ailesbury den Höflichkeitstitel Earl Bruce und dessen Heir Apparent den Höflichkeitstitel Viscount Savernake.
Seit 1868 Heir Apparent des Marquess den Höflichkeitstitel Earl of Cardigan, dessen Heir Apparent den Höflichkeitstitel Viscount Savernake.

## Liste der Earls und Marquesses of Ailesbury und der Barone Bruce

### Earls of Ailesbury (Erste Verleihung, 1664)
- Robert Bruce, 1. Earl of Ailesbury, 2. Earl of Elgin (1627–1685)
- Thomas Bruce, 2. Earl of Ailesbury, 3. Earl of Elgin  (1656–1741)
- Charles Bruce, 3. Earl of Ailesbury, 4. Earl of Elgin (1682–1747) (ab 1746 auch Baron Bruce)

### Barone Bruce (1746)
- Charles Bruce, 3. Earl of Ailesbury, 4. Earl of Elgin, 1. Baron Bruce (1682–1747)
- Thomas Brudenell-Bruce, 2. Baron Bruce (1739–1814) (1776 zum Earl of Ailesbury erhoben)

### Earls of Ailesbury (Zweite Verleihung, 1776)
- Thomas Brudenell-Bruce, 1. Earl of Ailesbury (1729–1814)
- Charles Brudenell-Bruce, 2. Earl of Ailesbury (1773–1856) (1821 zum Marquess of Ailesbury erhoben)

### Marquesses of Ailesbury (1821)
- Charles Brudenell-Bruce, 1. Marquess of Ailesbury (1773–1856)
- George William Frederick Brudenell-Bruce, 2. Marquess of Ailesbury (1804–1878)
- Ernest Augustus Charles Brudenell-Bruce, 3. Marquess of Ailesbury (1811–1886)
- George William Thomas Brudenell-Bruce, 4. Marquess of Ailesbury (1863–1894)
- Henry Augustus Brudenell-Bruce, 5. Marquess of Ailesbury (1842–1911)
- George William James Chandos Brudenell-Bruce, 6. Marquess of Ailesbury (1873–1961)
- Chandos Sydney Cedric Brudenell-Bruce, 7. Marquess of Ailesbury (1904–1974)
- Michael Sydney Cedric Brudenell-Bruce, 8. Marquess of Ailesbury (1926–2024)
- David Michael James Brudenell-Bruce, 9. Marquess of Ailesbury (* 1952)

Titelerbe (Heir apparent) des aktuellen Marquess ist dessen Sohn Thomas James Brudenell-Bruce, Earl of Cardigan (* 1982).